# Лопеш да Круш, Франсишку Шавьер
Франсишку Шавьер Лопеш да Круш (индон. Francisco Xavier Lopes da Cruz; 2 декабря 1941, Маубара, Ликиса, Португальский Тимор) — восточнотиморский политик, индонезийский политик и дипломат, первый председатель партии Тиморский демократический союз. Сторонник федерации Восточного Тимора с Португалией.Поддержал индонезийское вторжение в Восточный Тимор. В период индонезийского оккупационного режима — вице-губернатор Восточного Тимора, советник президента Сухарто. После провозглашения независимости Восточного Тимора — посол Индонезии в европейских странах.

## Учёба, работа, взгляды
Родился в прибрежном посёлке, в семье служащего колониальной администрации Португальского Тимора. Учился в иезуитской семинарии Дили, но не окончил её и священнослужителем не стал. Высшее философское образование получил в университете Макао. Служил в португальских войсках в Мозамбике. Имел воинское звание сержанта, участвовал в колониальной войне против ФРЕЛИМО. Возвратившись в Восточный Тимор, работал таможенником.
Франсишку Шавьер Лопеш да Круш был сторонником пребывания Восточного Тимора в составе Португалии. После Революции гвоздик и начала деколонизации он выступал за федерацию Восточного Тимора с Португалией. Осознав необратимость деколонизации, предлагал длительный переходный период. Однако новые португальские власти не поддерживали таких идей.

## Председатель УДТ
11 мая 1974 года Франсишку Шавьер Лопеш да Круш был одним из учредителей партии Тиморский демократический союз (УДТ). По настоянию португальских офицеров, именно он, а не Мариу Каррашсалан, стал первым председателем УДТ.
Франсишку Шавьер Лопеш да Круш был убеждённым правым антикоммунистом, решительным противником марксистского движения ФРЕТИЛИН. После того, как 28 ноября 1975 ФРЕТИЛИН — с согласия Португалии — провозгласил независимость Восточного Тимора, Лопеш да Круш активно выступил за присоединение к Индонезии. Именно он провёл решающие переговоры о вторжении с представителями командования индонезийской армии и руководства индонезийских спецслужб. От имени УДТ Лопеш да Круш подписал Декларацию Балибо — обращение к правительству и народу Индонезии с просьбой о воссоединении.

## Вице-губернатор и президентский советник
7 декабря 1975 началось вторжение индонезийских войск в Восточный Тимор. Был установлен режим индонезийской оккупации. Франсишку Шавьер Лопеш да Круш участвовал в создании местных вооружённых формирований, поддержавших индонезийское вторжение, командовал боевыми операциями.
31 мая 1976 Франсишку Шавьер Лопеш да Круш входил в состав делегации, обратившейся к президенту Индонезии Сухарто с просьбой принять Восточный Тимор в состав Индонезии без проведения референдума. 17 июля 1976 Восточный Тимор был официально объявлен 27-й провинцией Индонезии. 4 августа Лопеш да Круш назначен заместителем губернатора Арналду душ Рейша Араужо (партия АПОДЕТИ). Сохранил должность после того, как губернатором стал Гильерме Гонсалвиш. Оставался в должности вице-губернатора до 1982. Затем был советником Сухарто по делам Восточного Тимора. Наибольшим влиянием обладал в период, когда губернатором был его однопартиец Мариу Каррашсалан.

## Индонезийский посол
В мае 1998 года Сухарто ушёл в отставку под давлением массовых протестов. В 1999 году в Восточном Тиморе разразился острый политический кризис — проиндонезийские силы во главе с губернатором Абилиу Жозе Озориу Суарешем и командиром боевиков Aitarak Эурику Гутерришем применили массовый террор, пытаясь сорвать референдум о самоопределении. 20 мая 2002 провозглашена независимость Восточного Тимора.
Лопеш да Круш перешёл на дипломатическую службу. Был специальным представителем Индонезии в ООН, послом в Греции, затем в Португалии.
После ухода с госслужбы проживает в Джакарте. Занимается бизнесом, возглавляет индонезийское отделение группы компаний Delamore & Owl. Хранит как реликвию последний португальский флаг Восточного Тимора — спущенный в Дили 28 ноября 1975 года, перевезённый активистами УДТ на Атауро и развевавшийся там до индонезийского вторжения.